# Gaydoul Group
Pour les articles homonymes, voir Rast.
Gaydoul Group est une société suisse, dont le siège est à Wollerau, dans le canton de Schwytz. Denner est une filiale détenue à 30 % par la société depuis son rachat par Migros.

## Historique

### Rast Holding/Denner
En 2000, le fondateur de Denner, Karl Schweri, prend sa retraite et cède la direction du groupe à son petit-fils Philippe Gaydoul. Le groupe Denner annonce alors son intention de regrouper toutes ses sociétés au sein de Rast Holding, qui enregistrait déjà un chiffre d'affaires de 1,75 milliard de francs suisses en 1998. En mars 2003, Rast Holding ferme 12 des 21 magasins de jouets Franz Carl Weber.
En 2002, Rast Holding vend les 28 magasins et supermarchés de la chaîne Waro au groupe Coop,.
En 2007, Rast Holding vend la majorité de ses parts dans Denner à Migros.

### 2008: Gaydoul Group
En 2008, Rast Holding est renommée Gaydoul Group et prend une participation majoritaire dans la société de chaussures et maroquinerie Navyboot. Le Gaydoul Group reprend le bonnetier Fogal en 2009, puis acquiert une participation majoritaire dans le fabricant d'habits de ski Jet Set et dans le fabricant de montres Hanhart en 2010,. Gaydoul Group commence à se diversifier dans l'immobilier et la gestion d'actifs.
En février 2014, le Gaydoul Group revend Hanhart au groupe allemand GCI Management Consulting.